# Fredrik Oldrup Jensen
Fredrik Oldrup Jensen (Skien, 18 mei 1993) is een Noors voetballer die doorgaans als middenvelder speelt. Hij verruilde in januari 2024 Vålerenga IF voor NAC Breda.

## Carrière

### Odds BK
Jensen begon zijn carrière als voetballer bij Odds BK, uit Noorwegen. Hier was hij al vanaf jonge leeftijd een basisspeler. In totaal behaalde hij 160 wedstrijden in 5 jaar tijd, hierin wist hij zevenmaal te scoren en een transfer naar Zulte Waregem te versieren. 

### SV Zulte Waregem & IFK Göteborg
Jensen maakt sinds 25 juli 2017 deel uit van de selectie van SV Zulte Waregem, hier tekende hij een contact tot de zomer van 2021. Na 1 jaar bij Essevee waarin hij dertienmaal speelde werd hij uitgeleend aan IFK Göteborg. Hier speelde hij iets meer dan 3 maanden. In die 3 maanden was hij een vaste waarde in de ploeg, hij wist twaalfmaal te spelen. 

### Terugkeer naar Odds
Op 8 februari 2019 werd hij door Zulte Waregem uitgeleend aan zijn ex-club Odds BK. Hier speelde hij voor de rest van 2019. In die tijd wist hij vierentwintigmaal te spelen en wierp hij zich terug in de schijnwerpers bij zijn jeugdliefde. 

### Vålerenga IF
In februari 2020 werd Oldrup Jensen overgenomen door Vålerenga IF, dat uitkwam in de Eliteserien. Hij speelde 119 wedstrijden voor de Noorse club, waaronder twee kwalificatiewedstrijden tegen KAA Gent voor de UEFA Conference League.

### NAC Breda
In januari 2024 stapte Oldrup Jensen over naar NAC Breda, dat uitkwam in de Keuken Kampioen Divisie. Hij speelde bijna alle resterende wedstrijden van het seizoen 2023/24 en NAC promoveerde naar de Eredivisie. Ook in het seizoen 2024/25 maakt Oldrup Jensen veel minuten voor de club.

## Statistieken
| Seizoen | Club             | Competitie         | Competitie | Competitie | Beker | Beker | Overig | Overig | Totaal | Totaal |
| Seizoen | Club             | Competitie         | Wed.       | Dlp.       | Wed.  | Dlp.  | Dlp.   | Dlp.   | Wed.   | Dlp.   |
| ------- | ---------------- | ------------------ | ---------- | ---------- | ----- | ----- | ------ | ------ | ------ | ------ |
| 2012    | Odds BK          | Tippeligaen        | 8          | 0          | 2     | 0     | 0      | 0      | 10     | 0      |
| 2013    | Odds BK          | Tippeligaen        | 29         | 1          | 1     | 0     | 0      | 0      | 30     | 1      |
| 2014    | Odds BK          | Tippeligaen        | 29         | 1          | 5     | 0     | 0      | 0      | 34     | 1      |
| 2015    | Odds BK          | Tippeligaen        | 23         | 2          | 3     | 0     | 5      | 0      | 31     | 2      |
| 2016    | Odds BK          | Tippeligaen        | 28         | 0          | 3     | 1     | 4      | 0      | 35     | 1      |
| 2017    | Odds BK          | Eliteserien        | 13         | 1          | 3     | 1     | 4      | 0      | 20     | 2      |
| 2017/18 | SV Zulte Waregem | Jupiler Pro League | 12         | 0          | 1     | 0     | 0      | 0      | 13     | 0      |
| 2018    | → IFK Göteborg   | Allsvenskan        | 12         | 0          | 0     | 0     | 0      | 0      | 12     | 0      |
| 2019    | → Odds BK        | Eliteserien        | 23         | 1          | 1     | 0     | 0      | 0      | 24     | 1      |
| 2020    | Vålerenga IF     | Eliteserien        | 21         | 1          | 0     | 0     | 0      | 0      | 21     | 1      |
| 2021    | Vålerenga IF     | Eliteserien        | 30         | 2          | 3     | 1     | 2      | 0      | 35     | 3      |
| 2022    | Vålerenga IF     | Eliteserien        | 26         | 0          | 1     | 0     | 0      | 0      | 27     | 0      |
| 2023    | Vålerenga IF     | Eliteserien        | 30         | 0          | 6     | 1     | 0      | 0      | 36     | 1      |
| 2023/24 | NAC Breda        | Eerste divisie     | 21         | 1          | 0     | 0     | 0      | 0      | 21     | 1      |
| 2024/25 | NAC Breda        | Eredivisie         | 18         | 0          | 0     | 0     | 0      | 0      | 18     | 0      |
| Totaal  | Totaal           | Totaal             | 323        | 10         | 29    | 4     | 15     | 0      | 367    | 14     |

Bijgewerkt op 9 maart 2025.
1 Kortsmit ·
2 Lucassen ·
4 Kemper ·
5 Van den Bergh  ·
6 Staring ·
7 Garbett ·
8 Leemans ·
9 Kostorz ·
10 Ómarsson ·
11 Paula ·
12 Greiml ·
14 Kaied ·
15 Mahmutović ·
16 Balard ·
17 Kuijpers ·
18 Van Reeuwijk ·
19 Fernandes ·
20 Oldrup Jensen ·
23 Kongolo ·
25 Valerius ·
28 Mol ·
29 Van Hooijdonk ·
30 Versluis ·
31 Lamprou ·
37 Van Lare ·
39 Janošek ·
44 Busi ·
55 Sowah ·
77 Sauer ·
99 Bielica ·
Coach: Hoefkens
· Assistent-trainer: Güvenç
· Assistent-trainer: Kaczmarek
· Keeperstrainer: Babos